# LinuxFest

Логотип фестиваля

LinuxFest — ежегодный линукс-фестиваль в России, целью которого является коллективный отдых сообщества пользователей Linux и свободного программного обеспечения. 
Это крайне коммунистическое сообщество: практически всё, что находится за пределами палатки, общее (особенно это касается еды). Все участники фестиваля автоматически становятся друзьями, никто не обращает внимание на возраст, пол и т. д. 
Последние линукс-фестивали проводились в лесу на берегу реки Протва. Палатки расставлялись вокруг стационарных костров, при этом каждый мог располагаться у любого костра.

## История
В 1999 году поклонниками открытого программного обеспечения был основан фестиваль LinuxFest, который в дальнейшем был приурочен ко Дню системного администратора.

### LinuxFest 1.0
- Организаторы: Rider (Антон Фарыгин)
- Дата проведения:
- Место проведения:
- Количество участников: 27 человек

Особенности этого фестиваля:

### LinuxFest 2.0
- Организаторы: Rider (Антон Фарыгин)
- Дата проведения:
- Место проведения: Рядом с деревней Бенницы, Калужская область, Боровский район
- Количество участников: немного

Особенности этого фестиваля:

### LinuxFest 3.0
- Организаторы: Rider (Антон Фарыгин)
- Дата проведения: 27–29 июля 2001 года
- Место проведения: Рядом с деревней Бенницы, Калужская область, Боровский район
- Количество участников:

Особенности этого фестиваля:
Можно считать первым «массовым» фестивалем с организованным транспортом от вокзала в городе Балабаново до места проведения и доставкой дров.

### LinuxFest 4.0
- Организаторы: Rider (Антон Фарыгин)
- Дата проведения: 26–28 июля 2002 года
- Место проведения: Рядом с деревней Бенницы, Калужская область, Боровский район
- Количество участников:

Особенности этого фестиваля:

### LinuxFest 5.0
- Организаторы: Rider (Антон Фарыгин)
- Дата проведения: 25–27 июля 2003 года
- Место проведения: Рядом с деревней Бенницы, Калужская область, Боровский район
- Количество участников:

Особенности этого фестиваля:
Последний фестиваль на «старом» месте

### LinuxFest 6.0
- Организаторы: Rider (Антон Фарыгин)
- Дата проведения: 23–25 июля 2004 года
- Место проведения: Рядом с деревней Сатино, Калужская область, Боровский район
- Количество участников: около 300 человек

Особенности этого фестиваля:
Фестиваль запомнился многим как «мокрый» фестиваль — именно в этот год время проведения мероприятия совпало с обильными дождевыми осадками с субботы на воскресенье. Потери были существенны — палатки, вещи, мокрые дрова и т. д. и т. п.[стиль]
Как ни странно, именно этот фестиваль был самым многочисленным. Приехало порядка 300 человек (может и более)

### LinuxFest 7.0
- Организаторы: Rider (Антон Фарыгин)
- Дата проведения: 29–31 июля 2005 года
- Место проведения: Рядом с деревней Сатино, Калужская область, Боровский район
- Количество участников:

Особенности этого фестиваля:
Запрет общения на компьютерную тематику, девушка Катя с татуировкой FreeBSD на ноге, «ускоритель» (алкогольный коктейль).

### LinuxFest 8.0
- Организаторы: Avatar (Павел Морозов)
- Дата проведения: 28–30 июля 2006 года
- Место проведения: Рядом с деревней Сатино, Калужская область, Боровский район
- Количество участников:

Особенности этого фестиваля:
На этот раз был организован целый КПП, где все приезжающие проходили регистрацию.
Также это был первый фестиваль, организованый не Rider’ом.
На фестивале отличилась северокавказская группа пользователей Linux, приехавшая на отдельном автобусе со спальными местами и несколькими палатками.

### LinuxFest 9.0
- Организаторы: Avatar (Павел Морозов)
- Дата проведения: 27–29 июля 2007 года
- Место проведения: Рядом с деревней Сатино, Калужская область, Боровский район
- Количество участников:

Особенности этого фестиваля:

### LinuxFest 10.0
- Организаторы: Avatar (Павел Морозов)
- Дата проведения: 25–27 июля 2008 года
- Место проведения: Рядом с деревней Сатино, Калужская область, Боровский район
- Количество участников:

Особенности этого фестиваля:
Юбилейный фестиваль. Приехало достаточно большое количество участников[уточнить], а также просто «проезжих». NC LUG приехали на микроавтобусе.

### LinuxFest 11.0
- Организаторы: Avatar (Павел Морозов)
- Дата проведения: 31 июля — 2 августа 2009 года
- Место проведения: Рядом с деревней Сатино, Калужская область, Боровский район
- Количество участников:

### LinuxFest 12.0
- Организаторы: Avatar (Павел Морозов)
- Дата проведения: 30 июля — 1 августа 2010 года
- Место проведения: Рядом с деревней Сатино, Калужская область, Боровский район
- Количество участников:

Особенности этого фестиваля:
Этот фестиваль впервые за долгое время проводился без предварительной регистрации участников. Все это нацелено на создание «домашней обстановки» и уменьшение числа «непонятных» индивидов не линуксовой тематики.[стиль]

### Фотографии с фестивалей
- Официальная фотогалерея фестивалей LinuxFest (недоступная ссылка)